# Дехконобод (район Балхи)
Дехконобод (тадж. Деҳқонобод; до 2017 года — Ленин) — село в районе Джалолиддин Балхи Хатлонской области Республики Таджикистан. Административный центр джамоата (сельской общины) им. Калинина района Балхи.
Находится на расстоянии 14 км от райцентра (пгт. Балх).
Население — 2413 чел. (2017).